# Zečev Varoš
Zečev Varoš is een plaats in de gemeente Slunj in de Kroatische provincie Karlovac. De plaats telt 22 inwoners (2001).